# Sando (Luckau)
Sando (niedersorbisch Žandow) ist ein Wohnplatz der Stadt Luckau im Landkreis Dahme-Spreewald in Brandenburg. Bis zur Eingemeindung nach Luckau am 1. Juli 1950 war Sando eine eigenständige Gemeinde.

## Lage
Sando liegt im Nordosten der Niederlausitz, unmittelbar südwestlich von Luckau. Umliegende Ortschaften sind Luckau-Sandoer Vorstadt im Norden, Luckau im Nordosten und Osten, Wittmannsdorf im Süden und Zöllmersdorf im Westen. Das Gebiet von Sando ist heute mit der Stadt Luckau baulich zusammengewachsen. Das historische Gemeindegebiet lässt sich etwa durch die Sandoer Straße eingrenzen.

## Geschichte
Das Dorf wurde 1358 mit der Bezeichnung Sandowe erstmals urkundlich erwähnt. Der aus dem Sorbischen stammende Ortsname bedeutet „Ort an der Sandaue“. Zum Zeitpunkt der Ersterwähnung gehörte Sando zum Markgraftum Niederlausitz und somit zu den böhmischen Kronländern. Mit dem Frieden von Prag kam die Niederlausitz 1635 an das Kurfürstentum Sachsen. Im Schmettauschen Kartenwerk von 1767/87 ist das Dorf mit dem Namen Sandow verzeichnet. Ab 1806 gehörte der Ort zum Königreich Sachsen. Beim Gefecht bei Luckau am 4. Juni 1813 wurden Teile von Sando und der angrenzenden Sandoer Vorstadt zerstört.
Nach der auf dem Wiener Kongress beschlossenen Teilung des Königreiches Sachsen wurde Sando im Jahr 1815 mit der Niederlausitz Teil des Königreiches Preußen. Im folgenden Jahr wurde in Preußen eine umfangreiche Gebietsreform durchgeführt, bei der die Gemeinde zum Kreis Luckau in der Provinz Brandenburg kam, vorher gehörte Sando zum sächsischen Luckauischen Kreis. Laut der Topografisch-statistischen Übersicht des Regierungsbezirkes Frankfurt a.d.O. aus dem Jahr 1844 hatte Sando zu dieser Zeit 30 Wohngebäude und 159 Einwohner. Der Ort war ein Ratsdorf der Stadt Luckau und gehörte auch kirchlich zu der Stadt. 1867 gab es in Sando 29 Wohngebäude und der Ort hatte 174 Einwohner. Bei der Volkszählung vom 1. Dezember 1910 hatte die Landgemeinde Sando 152 Einwohner.
Nach dem Ende des Zweiten Weltkrieges gehörte Sando zunächst zur Sowjetischen Besatzungszone und ab dem 7. Oktober 1949 zur DDR. Am 1. Juli 1950 wurde Sando nach Luckau eingemeindet. Bei der DDR-Kreisreform im Juli 1952 kam Sando somit zum neu gebildeten Kreis Luckau im Bezirk Cottbus. Nach der Wiedervereinigung lag Sando zunächst im Landkreis Luckau und kam am 6. Dezember 1993 bei der brandenburgischen Kreisreform zum neu gebildeten Landkreis Dahme-Spreewald.

## Bevölkerungsentwicklung
| Jahr | Einwohner |
| ---- | --------- |
| 1875 | 171       |
| 1890 | 144       |
| 1925 | 137       |

| Jahr | Einwohner |
| ---- | --------- |
| 1933 | 156       |
| 1939 | 159       |
| 1946 | 232       |

Gebietsstand des jeweiligen Jahres